# Leistera
Leistera é um gênero de traça pertencente à família Arctiidae.